# Wilhelm Kuklinski
Wilhelm Kuklinski (* 28. Juni 1892 in Kiel; † 1. Dezember 1963 ebenda) war ein deutscher Politiker (SPD).
Er war von 1946 bis 1949 Minister für Volksbildung des Landes Schleswig-Holstein.

## Leben und Beruf
Nach dem Besuch der Volksschule absolvierte Kuklinkski eine Lehre zum Schriftsetzer und nahm anschließend als Soldat am Ersten Weltkrieg teil. Nach Kriegsende legte er die Begabtenprüfung ab und studierte drei Semester Rechts- und Staatswissenschaften an der Christian-Albrechts-Universität Kiel.
Wilhelm Kuklinski war verheiratet und hatte ein Kind.

## Partei
Kuklinski gehörte zu den Mitbegründern der Sozialistischen Arbeiterjugend. Von 1921 bis 1926 war er hauptamtlicher Parteisekretär der SPD. Danker und Lehmann-Himmel charakterisieren ihn in ihrer Studie über das Verhalten und die Einstellungen der Schleswig-Holsteinischen Landtagsabgeordneten und Regierungsmitglieder der Nachkriegszeit in der NS-Zeit als Protagonisten der Arbeiterbewegung und „oppositionell gemeinschaftsfremd“. Nach dem Ende des Zweiten Weltkriegs war Kuklinski Bezirksvorsitzender der SPD in Schleswig-Holstein.

## Abgeordneter
Kuklinski war von 1946 bis 1950 Mitglied des Landtages von Schleswig-Holstein. Hier war er von Februar bis November 1946 Vorsitzender der SPD-Landtagsfraktion und von April bis November 1946 Vorsitzender des Volksbildungsausschusses.
Wilhelm Kuklinski gehörte den beiden ernannten Landtagen an und ist nach der ersten Landtagswahl 1947 als direkt gewählter Abgeordneter des Wahlkreises Rendsburg-Nord in den Landtag eingezogen.

## Öffentliche Ämter
Am 11. April 1946 wurde Kuklinski als Minister für Volksbildung in das von Theodor Steltzer (CDU) geleitete Kabinett berufen. In diesem Amt gehörte er auch der seit 1947 von Ministerpräsident Hermann Lüdemann (SPD) geführten Landesregierung an. Am 24. Januar 1949 schied er aus dem Amt.